# Edita Pučinskaitė
Edita Pučinskaitė (* 27. listopadu 1975 Naujoji Akmenė) je bývalá litevská silniční cyklistka. Má čtyři medaile z mistrovství světa, vyhrála silniční závod v roce 1999, v roce 2001 v něm byla stříbrná a roku 1995 dojela na třetím místě. Čtvrtý cenný kov ze světového šampionátu je z časovky z roku 1999. V roce 1998 vyhrála ženskou Tour de France (Grande Boucle), třikrát pak triumfovala na Giro d'Italia, a to v letech 2000, 2006 a 2007. V roce 1999 byla zvolena litevským sportovcem roku.